# Renato Baccari
Renato Baccari (Napoli, 13 febbraio 1914 – Roma, 14 gennaio 2012) è stato un giurista italiano, docente in diritto ecclesiastico e canonico in diverse università italiane e da ultimo presso l’Università degli Studi di Bari..

## Biografia

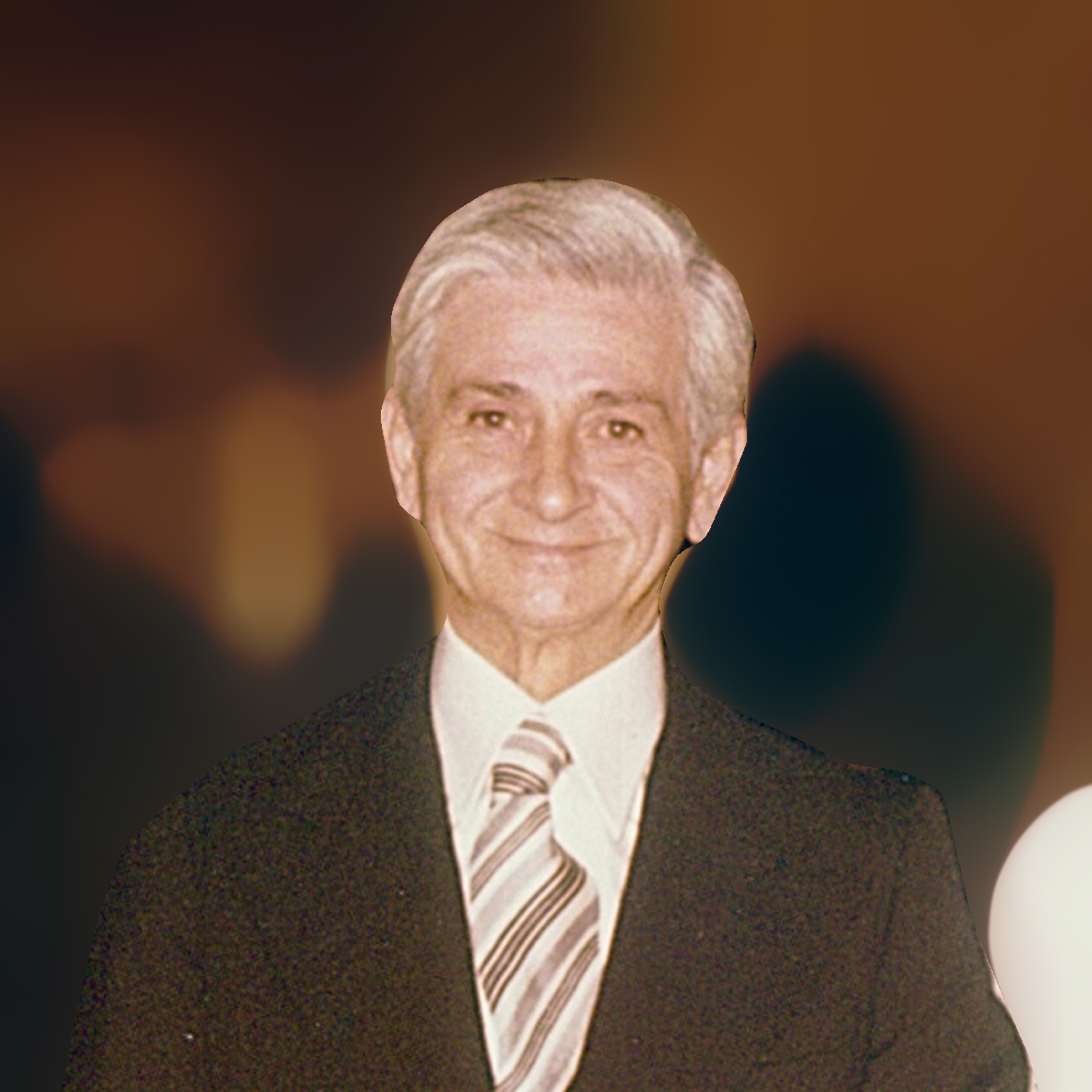
Il prof. Baccari nel 1974

Dopo gli studi superiori, frequentò l’Università di Napoli, dove conseguì la laurea in giurisprudenza, ad appena ventun anni, nel 1935, discutendo, con Domenico Schiappoli, una tesi sull’istituto della trascrizione tardiva del matrimonio canonico. Successivamente vi conseguì la laurea in scienze politiche e sociali con Gaetano Morelli e una dissertazione sul riconoscimento in Italia delle sentenze straniere di nullità del matrimonio e di divorzio. Prima dello scoppio della Seconda guerra mondiale si laureò infine in diritto canonico con una tesi difesa nel Pontificio Ateneo Lateranense, relatore il grande canonista, e futuro cardinale, Francesco Roberti.
Nel dicembre 1939 conseguì il diploma di avvocato rotale. Nel 1940, si presentò agli esami per la libera docenza, ottenendo l'abilitazione in diritto ecclesiastico nel 1942 perché, a causa dello scoppio della guerra, la sessione del 1940 era stata sospesa. Sempre nel '42, Vincenzo Del Giudice, trasferitosi a Napoli dall'Università cattolica del Sacro Cuore, lo volle suo collaboratore.
Insegnò nelle Università di Messina, di Catania e di Bari, ricevette la nomina di straordinario di diritto ecclesiastico dall'Università di Urbino nel 1957, ritardata per gli eventi bellici, ma già nell'anno seguente (1958-1959) fu chiamato dall'Università di Bari, dove restò ininterrottamente fino al 1978-79, primo professore ordinario di diritto ecclesiastico in questa Università.
Nel 1972 venne insignito della medaglia d'oro per i benemeriti dell'istruzione. Fu il primo professore ordinario di diritto canonico dell’Ateneo federiciano in Napoli, quindi passò alla cattedra di diritto ecclesiastico e fu Direttore della Scuola di perfezionamento in diritto ecclesiastico e canonico nel momento in cui si trasformò per legge in Scuola di specializzazione.
Alla vasta produzione scientifica, s'accompagna fra i meriti indiscussi di Renato Baccari quello di aver affiancato per lunghi anni Mons. Fiorenzo Romita, quale primo Vice-presidente laico, nell'avvio e nella guida dell'Associazione Canonistica Italiana, sorta a Napoli nel 1969 durante il 1º Congresso canonistico-pastorale, promosso dalla Fondazione “Monitor Ecclesiasticus”.
Al contempo, le più rappresentative scuole canonistiche davano vita alla Consociatio Internationalis Studio Iuris Canonici Promovendo, costituita a Roma nel 1970, un anno dopo la creazione dell'Associazione Canonistica ed al termine del I Congresso internazionale di diritto canonico, per il quale il Baccari fece parte del Comitato scientifico insieme con rinomati cultori della disciplina.
Oggi questa Associazione, che ottenne il riconoscimento degli statuti dalla CEI con decreto del 18 giugno 1978 del Card. U. Poletti. 
Con queste associazioni, risulta coronato da successo l'obiettivo, perseguito dal Baccari, di collegare l'esperienza e il metodo delle scuole ecclesiastiche del diritto canonico con il metodo e l'esperienza della dottrina laica, in particolare italiana.
I suoi ultimi lavori, pubblicati quando aveva quasi novant'anni, affermano lucidamente il ritorno allo Stato confessionale e, insieme, la vigenza e la validità delle norme sull'esposizione del Crocifisso nelle aule scolastiche.